# Vincent Cuvellier
Vincent Cuvellier, né le 3 octobre 1969 à Brest, est un écrivain français. Il vit à Bruxelles.

## Biographie
Il arrête ses études à 16 ans et publie son premier livre, La troisième vie en 1987, à 17 ans. Pour cet ouvrage, il obtient le prix Prix du jeune écrivain de langue française.
Après avoir fait plusieurs métiers, il devient écrivain avec son premier roman pour la jeunesse, Kilomètre zéro  en 2001. Depuis, il publie dans divers domaines, tels que le roman, l'album, ou la BD.
Il travaille principalement pour Gallimard-Giboulées avec Colline Faure-Poirée.
En 2006, il publie "la première fois que je suis née" et 10 ans plus tard sa suite: "Mon fils" aux éditions Gallimard-Giboulées.
Il publie deux livres sur le métier d'écrivain de littérature jeunesse : La fois où je suis devenu écrivain en 2012 (Rouergue) et Je ne suis pas auteur jeunesse en 2017 (Gallimard-Giboulées).
Il est le créateur de la série du « petit garçon têtu » Émile,,, illustrée par Ronan Badel, créée en 2012.
Il a également été directeur de collection de biographies historiques chez actes-sud junior, "t'étais qui, toi?"
Il travaille souvent avec des compositeurs ou des formations de musique classique, soit pour des adaptations, soit pour des livrets ou textes originaux.
En 2020, son ouvrage jeunesse Le temps des Marguerite, illustré par Robin (2009) est adapté au cinéma sous le titre L'Aventure des Marguerite, réalisé par Pierre Coré, avec Clovis Cornillac et Alice Pol.
Il reçoit en 2025 au salon du livre de Paris le trophée "livres hebdo" de l'auteur jeunesse de l'année 2025.

## Quelques œuvres

### Littérature adulte
- La troisième vie, 1987 Prix du jeune écrivain de langue française 1987

### Littérature jeunesse
- Série Émile [2],[3],[4],[5], illustrée par Ronan Badel. Une trentaine de titres depuis 2012, dont :
- Émile est invisible (Gallimard-Giboulées) 2012  (ISBN 978-2070644254)
- Kilomètre zéro, Rouergue, 2001.
- La chauffeuse de bus, Illustrations de Candice Hayat, Rouergue, 2002.
- Tu parles, Charles !, Illustrations de Charles Dutertre, Rouergue, 2004  (ISBN 978-2841565528)
- La nuit de mes 9 ans, Illustrations de Charlotte Légaut, Rouergue, 2006
- La première fois que je suis née Illustrations de Charles Dutertre, Gallimard Giboulées, 2006  (ISBN 978-2070632374)
- Jean-Débile Monchon et moi, Illustrations d'Aurélie Grand, Rouergue, 2007
- L'enfant qui grandissait[10], Illustrations de Charles Dutertre, Gallimard Giboulées, 2008  (ISBN 978-2070616091)
- L'Histoire de Clara, Illustrations de Charles Dutertre, Gallimard Giboulées, 2009  (ISBN 978-2070622023)
- La légendaire histoire des 12 sœurs Flute, Illustrations de Ronan Badel, Gallimard Giboulées, 2010  (ISBN 978-2070695454)
- Les socquettes blanches. Illustrations d'Alexandra Pichard. Gallimard-Giboulées. 2012.
- La fois où je suis devenu écrivain, Rouergue, 2012
- Les enfants sont méchants, Illustrations d'Aurélie Guillerey, Gallimard-Giboulées, 2012  (ISBN 978-2070639366)
- J’aime pas les clowns[11],[12], illustrations de Rémi Courgeon, Paris, Gallimard-jeunesse Giboulées, coll. « Hors-série Giboulées », 2015
- Je ne suis pas un auteur jeunesse, Illustrations de Robin, Gallimard-Giboulées, 2017  (ISBN 978-2-07-065372-0)
- Les jours pairs, Illustrations de Thomas Baas, Hélium, 2017.
- Mon fils, illustrations de Delphine Perret, Gallimard jeunesse-Giboulées, 2017
- Les enfants qui volent, illustrations de Aurore Callias, Gallimard jeunesse-Giboulées, 2018
- Série La fois où mémé, illustrations de Marion Piffaretti, Nathan.
- La traversée des animaux, illustrations de Brice Postma Uzel, Gallimard jeunesse-Giboulées, 2020.
- Elisabeth sous les toits. Illustrations de Guillaume Bianco. Little urban. 2023.
- Alexandre sur les flots. Illustrations de Guillaume Bianco. Little Urban. 2024.
- Madeleine sous la ville. Illustrations de Guillaume Bianco. 2025.

### Bande dessinée
- Le Temps des Marguerite, Illustrations de Robin, Gallimard-giboulées, 2009.
- La Cire moderne, dessin de Max de Radiguès, Casterman, 2017
- Série La fille du président, dessins de olivier Deloye. Auzou. 2021.
- Série Les Nouveaux, dessins de Benoît Audé, BD kids. 2020.
- L'abbé Pierre, une vie pour les autres. Dessins d'Abdel de Bruxelles. Casterman. 2023.
- Le temps des copains. Dessins de Jeff Pourquié.Casterman.

### Livrets de spectacles musicaux
Avec Marc-Olivier Dupin et l’orchestre national d'Île-de-France, il participe à la création de trois spectacles musicaux, créés Salle Pleyel, au Théâtre du Châtelet et à la Philharmonie (depuis 2010): La première fois que je suis née, L'histoire de Clara, interprétés par Donatienne Michel-Dansac et Émile, interprété par Guillaume Marquet.
Avec Jean-François Verdier et l’orchestre Victor Hugo, il crée Nuage rouge (2016) à Besançon.
Album-CD
- Ici Londres, sur une idée originale de Vincent Cuvellier ; texte Vincent Cuvellier ; illustrations Anne Herbauts ; dossier historique Aurélie Luneau ; musique Olivier Mellano, éd. du Rouergue, 2009 - album jeunesse accompagné d'un CD  « Mention » au Prix BolognaRagazzi, catégorie Fiction, Foire du livre de jeunesse de Bologne 2010[13]
- La première fois que je suis née, dessin de Charles Dutertre, musique de Marc-Olivier Dupin, interprété par l'orchestre national ile-de-France et Donatienne Michel-Dansac. Gallimard 2011. Récompensé par le Grand Prix de l'Académie Charles-Cros en 2012[14].
- Émile en musique, illustrations de Ronan Badel, musique de Marc-Olivier Dupin, interprétée par l'Orchestre national d'Île-de-France et Guillaume Marquet. Gallimard. 2017.

## Prix et distinctions
- 1987 : Prix du jeune écrivain de langue française pour "la troisième vie". Milan/ Union Laïque de Muret.
- 2004 : Prix Tam-tam[15]  du salon du livre de Montreuil pour  Tu parles, Charles !,
- 2004: Prix Österreichischer Kinder 2004 (Autriche) pour "Tu parles, Charles!"
- 2006 : Prix des Incorruptibles[16] pour  Tu parles, Charles !,
- 2006 :  Prix Bernard Versele (4 chouettes) pour  Tu parles, Charles !,
- 2009 : Prix des Incorruptibles[16] pour La première fois que je suis née,
- 2010 :  « Mention » au Prix BolognaRagazzi, catégorie Fiction, Foire du livre de jeunesse de Bologne[13] pour Ici, Londres, illustré par Anne Herbauts
- 2012 : Grand Prix de l'Académie Charles-Cros[14] pour l'édition musicale (album-CD) de La première fois que je suis née, illustrations de Charles Dutertre, musique de Marc-Olivier Dupin.
- 2013 : Prix Sorcières[17],[3] pour le tome de la série Émile : Émile est invisible, illustré par Ronan Badel
- 2013 :  Prix des libraires du Québec section Jeunesse[18],[3], pour  Émile est invisible, illustré par Ronan Badel
- 2017 :  Prix littéraire Vittoria Samarelli (Castel Goffredo)
- 2025: Trophée spécial de l'auteur de l'année 2025 Livres hebdo remis au salon du livre de Paris[19].

## Adaptation de son œuvre

### Au cinéma
- 2020 : L'Aventure des Marguerite, film français réalisé par Pierre Coré, d'après son livre Le temps des Marguerite[8] (2009), illustré par Robin.

### Dans la culture populaire
- Dans la série coréenne "It's Okay to Not Be Okay", le personnage principal fait une lecture de "Emile est invisible" dans un hôpital psychiatrique.